# موسیقی ژاپن

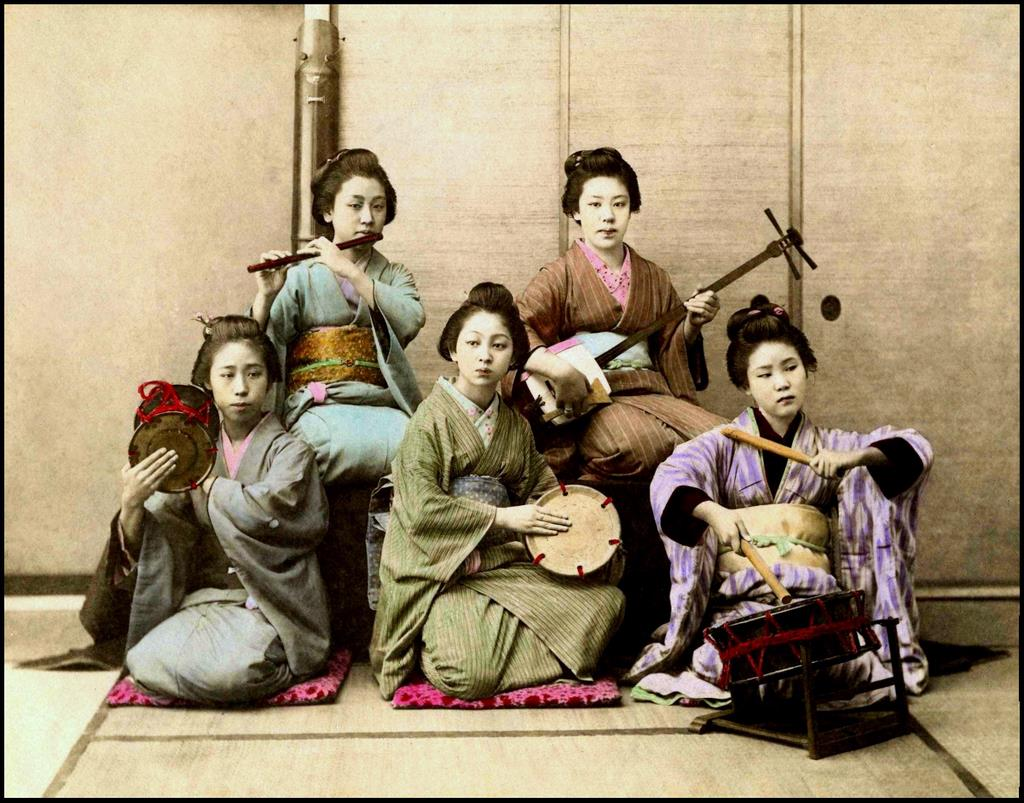
موسیقی ژاپن

موسیقی در ژاپن شامل طیف گسترده‌ای از دو ژانر متفاوت سنتی و مدرن است. واژهٔ «موسیقی» در زبان ژاپنی 音楽 (اُنگاکو) است که از کانجی 音 اُن (صدا) و کانجی 楽 گاکو (موسیقی، آسایش) تشکیل شده‌است. کشور ژاپن، بزرگ‌ترین بازار جهان برای موسیقی در رسانه‌های فیزیکی و در کل دومین بازار بزرگ موسیقی در جهان است و ارزش خرده‌فروشی آن ۲٫۷ میلیارد دلار در سال ۲۰۱۷ بوده‌است.

## برای مطالعهٔ بیشتر
- Malm, William P. (1959), Japanese Music and Musical Instruments (1st ed.), Tokyo & Rutland, Vt.: C. E. Tuttle Co.
- Malm, William P. (1963), Nagauta: The Heart of Kabuki Music, Westport, Conn.: Greenwood Press, hdl:2027/mdp.39015007996476, ISBN 978-0-8371-6900-2